# Dolmen des Erves
Der Dolmen des Erves liegt nahe der Erve (Fluss), etwa drei Kilometer nördlich von Sainte-Suzanne, westlich von Le Mans im Département Mayenne (53) in Frankreich. Dolmen ist in Frankreich der Oberbegriff für Megalithanlagen aller Art (siehe: Französische Nomenklatur).
Der „Dolmen à couloir“ besteht aus einem einzigen großen Raum, der durch einen eingezogenen und abgesenkten Zugang (Typ Angevin) erreicht wird. Ein zweistufiger Cairn bedeckte die gesamte Struktur. Die rechteckige Kammer ist innen etwa vier mal drei Meter groß und besteht aus zwei riesigen Decksteinen, die auf fünf großen Tragsteinen ruhen. Der westliche Deckstein misst etwa drei mal drei Meter und liegt als Dreipunktauflage auf zwei Seitensteinen und dem großen Endstein auf. Der östliche Deckstein von über drei mal zwei Meter ruht auf zwei Seitensteinen (siehe Joch) und lehnt sich an den westlichen an. Von dem einst sicher längeren Gang ist ein Tragsteinpaar erhalten. Die Lücken zwischen allen Tragsteinen haben aus Trockenmauerwerk bestanden.

Dolmen des Erves
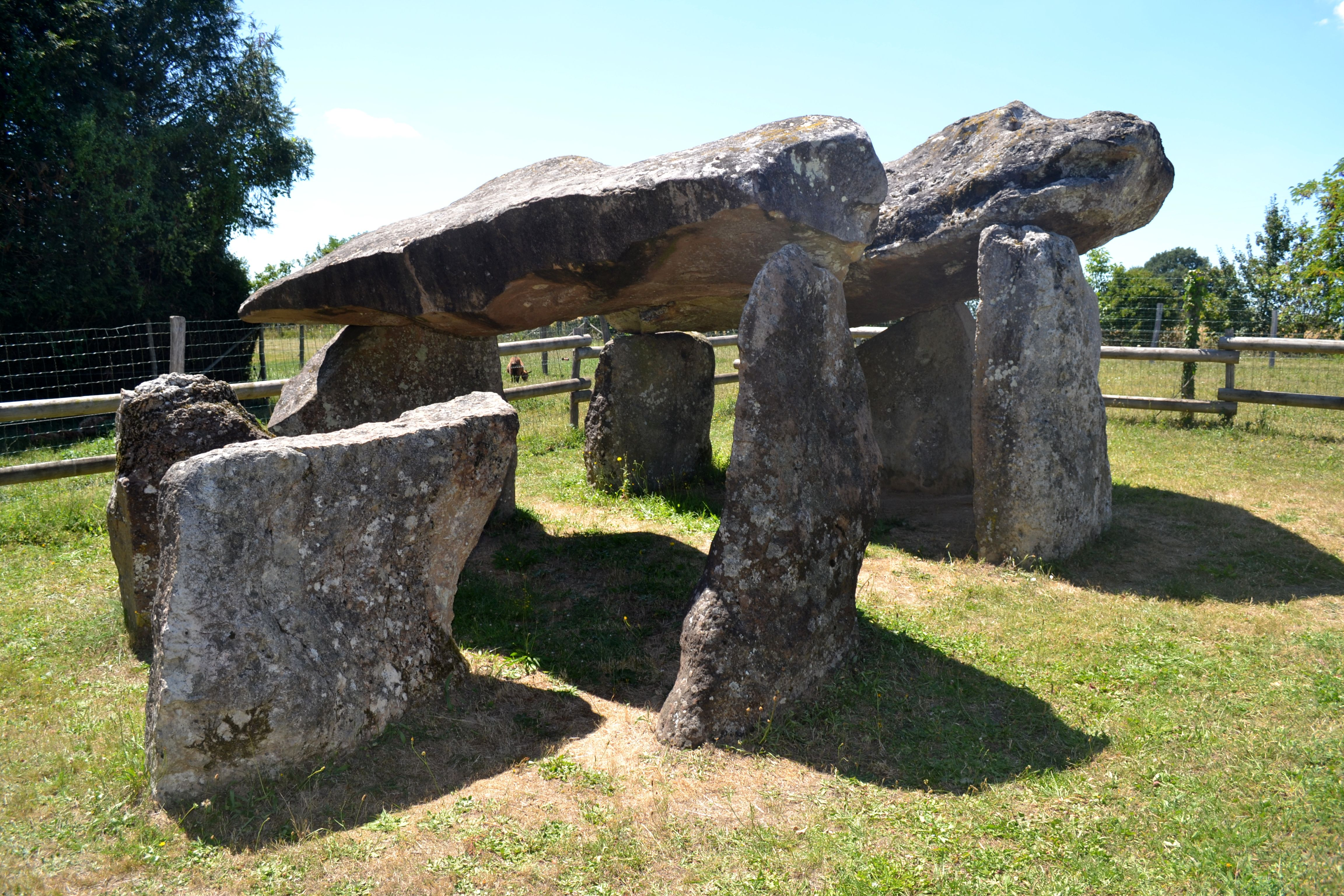
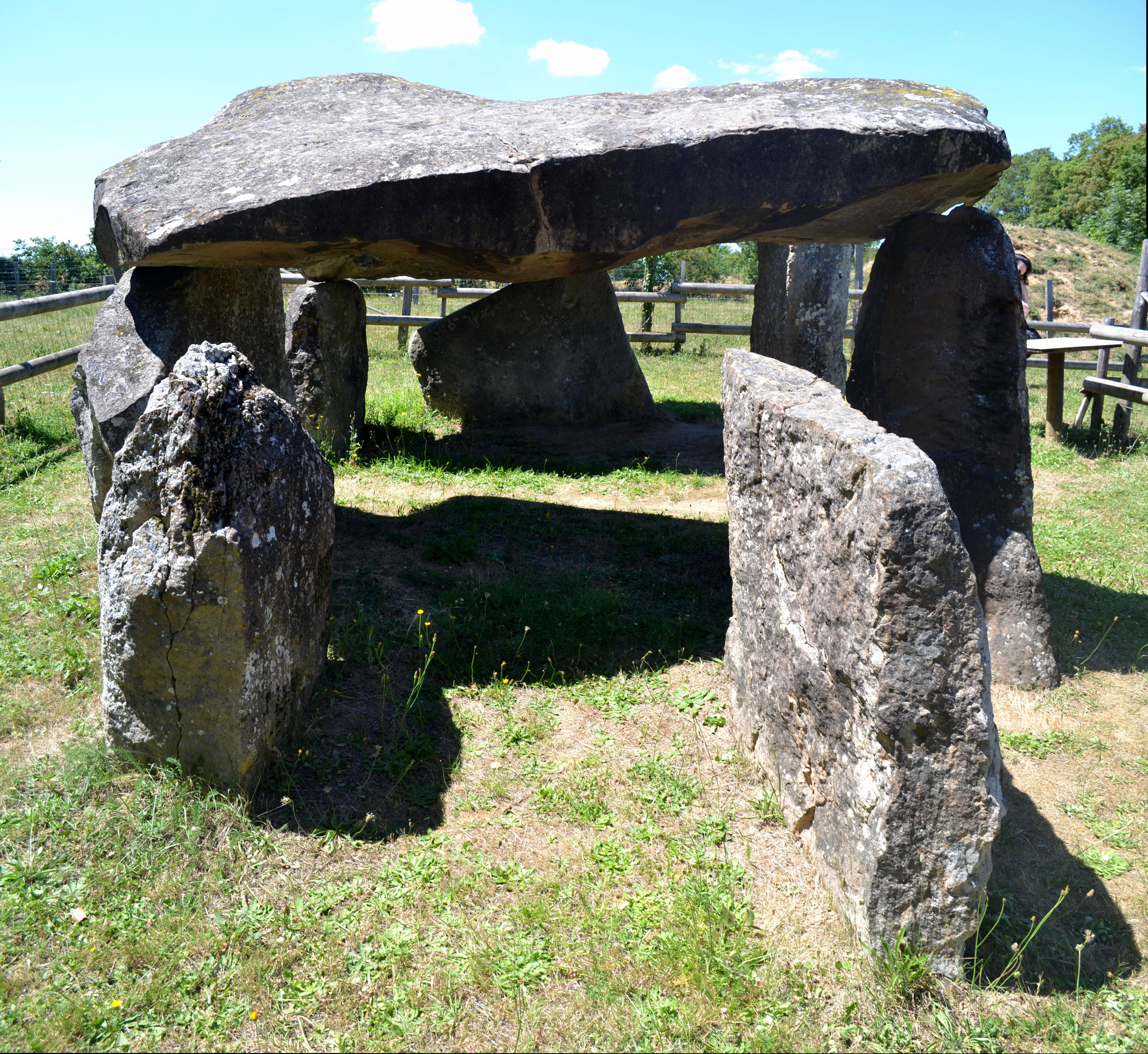
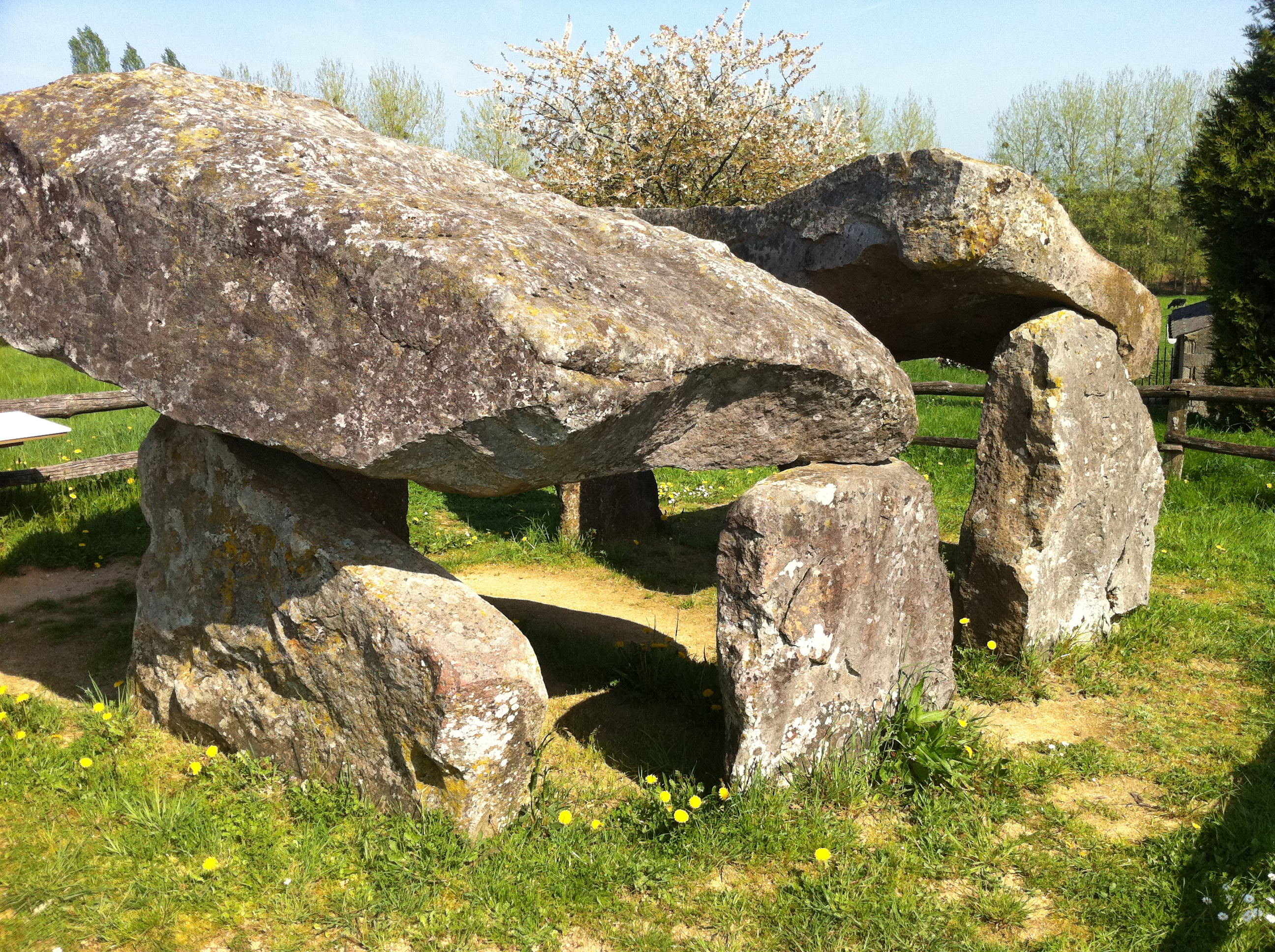

Der Dolmen wird auf etwa 4000 v. Chr. datiert.
In Sichtweite der Kammer sollen noch vor hundert Jahren drei weitere Dolmen und ein Menhir gestanden haben.